# Europees kampioenschap voetbal 2008 (Groep C) Italië - Roemenië
Dit artikel gaat over de wedstrijd in de groepsfase in groep C tussen Italië en Roemenië gespeeld op 13 juni 2008 tijdens het Europees kampioenschap voetbal 2008.

## Voorafgaand aan de wedstrijd
- De Italianen wijzigen na de 3-0 nederlaag tegen het Nederlands elftal het team waarschijnlijk op 4 plaatsen. Marco Materazzi, Christian Panucci, Antonio Di Natale en Gennaro Gattuso maken plaats voor Giorgio Chiellini, Fabio Grosso, Alessandro Del Piero en Daniele De Rossi.[1]
- Roemenië speelde gelijk (0-0) tegen het Franse elftal. Victor Pițurcă lijkt met name te willen verdedigen. Ciprian Marica kan niet meespelen, hij heeft nog last van een hersenschudding.[1]

## Wedstrijdgegevens

De basisopstellingen van beide landen.

| Datum                | 13 juni 2008                     | 13 juni 2008                     |
| Stadion              | Letzigrund, Zürich               | Letzigrund, Zürich               |
| Toeschouwers         | 30.000                           | 30.000                           |
| Scheidsrechter       | Tom Henning Øvrebø               | Tom Henning Øvrebø               |
| Assistenten          | Geir Åge Holen Jan Petter Randen | Geir Åge Holen Jan Petter Randen |
| Vierde man           | Ivan Bebek                       | Ivan Bebek                       |
| Man van de wedstrijd | Andrea Pirlo                     | Andrea Pirlo                     |
|                      | Italië                           | Roemenië                         |
| Doelpunten           | 1                                | 1                                |
| Gele kaarten         | 2                                | 3                                |
| Rode kaarten         | 0                                | 0                                |
| Wissels              | 3                                | 3                                |
| Schoten op doel      | 7                                | 11                               |
| Schoten naast doel   | 6                                | 6                                |
| Overtredingen        | 11                               | 20                               |
| Hoekschoppen         | 11                               | 5                                |
| Buitenspel           | 6                                | 4                                |
| Vrije trappen        | 24                               | 17                               |
| Strafschoppen        | 0                                | 1                                |
| Balbezit (tijd)      |                                  |                                  |
| Balbezit (%)         | 52                               | 48                               |

| Italië | 1 – 1           | Roemenië |
| Christian Panucci 56' | goals (assists) | 55' Adrian Mutu |
| Roberto Donadoni | bondscoach      | Victor Pițurcă |
| Gianluigi Buffon Christian Panucci Fabio Grosso Giorgio Chiellini Alessandro Del Piero 77' Luca Toni Daniele De Rossi Mauro Camoranesi 85' Gianluca Zambrotta Simone Perrotta 57' Andrea Pirlo | opstellingen    | Bogdan Lobonț Cosmin Contra Răzvan Raț Gabriel Tamaș Cristian Chivu 25' Mirel Rădoi 60' Florentin Petre Paul Codrea 88' Adrian Mutu Dorin Goian Daniel Niculae |
| Massimo Ambrosini 85' Fabio Quagliarella 77' Antonio Cassano 57' | wissels         | 88'Răzvan Cociș 60' Bănel Nicoliță 25' Nicolae Dică |
| Andrea Pirlo 61' Daniele De Rossi 90+2' | gele kaarten    | 43' Adrian Mutu 58' Cristian Chivu 73' Dorin Goian |
| | rode kaarten    | |

## Overzicht van wedstrijden
| Groepswedstrijden | | | |
| Groep A | Groep B | Groep C | Groep D |
| Zwitserland - Tsjechië Portugal - Turkije Tsjechië - Portugal Zwitserland - Turkije Zwitserland - Portugal Turkije - Tsjechië | Oostenrijk - Kroatië Duitsland - Polen Kroatië - Duitsland Oostenrijk - Polen Oostenrijk - Duitsland Polen - Kroatië | Roemenië - Frankrijk Nederland - Italië Italië - Roemenië Nederland - Frankrijk Nederland - Roemenië Frankrijk - Italië | Spanje - Rusland Griekenland - Zweden Zweden - Spanje Griekenland - Rusland Griekenland - Spanje Rusland - Zweden |
| Kwartfinales | | | |
| Portugal - Duitsland | Kroatië - Turkije | Nederland - Rusland | Spanje - Italië                                                                                                   |
| Halve finales | | | |
| Duitsland - Turkije | Duitsland - Turkije                                                                                                  | Rusland - Spanje | Rusland - Spanje                                                                                                  |
| Finale | | | |
| Duitsland - Spanje | | | |